# Karen Bailey
Karen Bailey es una investigadora científica canadiense especializada en patología de plantas y desarrollo de bioplaguicidas en Agriculture and Agri-Food Canada.  Su investigación se centra en desarrollar alternativas a los pesticidas sintéticos y en mejorar la salud de las plantas a través de estrategias de manejo integrado de plagas.  Es reconocida internacionalmente por su experiencia en patógenos transmitidos por el suelo y control biológico, y cuenta con más de 250 publicaciones, 23 patentes y 7 inventos en proceso de divulgación.

## Biografía
Bailey recibió su licenciatura (Agricultura) y maestría de la Universidad de Guelph.  Se unió a Agriculture and Agri-Food Canada como bióloga, y más tarde como científica investigadora después de obtener su doctorado en fitopatología y fitomejoramiento de la Universidad de Saskatchewan.

## Carrera
Su experiencia incluye el descubrimiento, desarrollo y comercialización de tecnologías de control biológico de malezas como productos de bioplaguicidas. Es experta en caracterización biológica, sistemas de producción en masa para hongos, mejora de la producción de metabolitos fúngicos, formulación y suministro de bioproductos y conocimiento de los requisitos reglamentarios en América del Norte ( Agencia Reguladora de Control de Plagas, Canadá; Agencia de Protección Ambiental, Estados Unidos).  Investiga métodos para reducir plagas de malezas y enfermedades de las plantas a través de estrategias de manejo integrado de plagas para promover sistemas de cultivo ecológicamente equilibrados. Sus proyectos incluyen el desarrollo y evaluación de agentes microbianos para el control biológico de malezas, y el desarrollo y evaluación inicial de bio-pesticidas y agentes biológicos contra malezas.
En colaboración con Russell Hynes, Wes Taylor , Frances Leggett y Claudia Sheedy en Agriculture and Agri-Food Canada, desarrolló un bioherbicida patentado para controlar las malezas de hoja ancha en el césped.  El hongo indígena Phoma macrostoma fue formulado para controlar malezas como el diente de león, trébol, mostaza silvestre y ambrosía, sin dañar los cultivos y las gramíneas.  Se puede aplicar como un gránulo al suelo antes de que emerjan las malas hierbas, lo que impide el establecimiento durante 1-3 meses, o se aplica después de emerger, lo que hace que las malezas afectadas se vuelvan blancas y mueran debido a la falta de clorofila.
También ha participado en numerosos proyectos científicos en los Estados Unidos, Siria, Marruecos, Túnez, Egipto, Australia, Nueva Zelanda, Rusia, India, Suiza y Bélgica.  Ha sido miembro de los Consejos Editoriales de las revistas Weed Research, Agriculture, Ecosystems and the Environment y Canadian Journal of Plant Science.